# Einsame Zahl
Unter einer einsamen Zahl (englisch solitary number) versteht man in dem mathematischen Teilgebiet der Zahlentheorie eine natürliche Zahl, welche keine andere natürliche Zahl als Bekannte hat. Dabei gelten zwei natürliche Zahlen als Bekannte  oder als miteinander bekannt, wenn für beide die aus der Teilersumme der Zahl und der Zahl selbst gebildeten Quotienten identisch sind. Zu den einsamen Zahlen gehören unter anderem  alle Primzahlen.

## Definition
Eine natürliche Zahl  {\displaystyle n_{0}} heißt einsame Zahl (oder kurz: einsam) dann und nur dann, wenn gilt:
{\displaystyle \forall n\in {\mathbb {N} \setminus \{n_{0}\}}\;\colon \;{\frac {\sigma _{1}(n_{0})}{n_{0}}}\neq {\frac {\sigma _{1}(n)}{n}}.}
Es ist {\displaystyle \textstyle \sigma _{1}(n)=\sum _{d|n}d} dabei die Teilersumme von {\displaystyle n}, also die Summe aller Teiler von {\displaystyle n}.

## Beispiele und Anmerkungen
- Jede natürliche Zahl {\displaystyle n_{0}}, welche mit ihrer Teilersumme {\displaystyle \sigma _{1}(n_{0})} außer der {\displaystyle 1} keinen Teiler gemeinsam hat, für die also Teilersumme {\displaystyle \sigma _{1}(n_{0})} und die Zahl {\displaystyle n_{0}} selbst teilerfremd sind, ist eine einsame Zahl. Daher gehören zu den einsamen Zahlen alle Primzahlen und sogar allgemein alle Primzahlpotenzen.[5]
- Keine vollkommene Zahl {\displaystyle N} ist einsam, da für sie stets {\displaystyle {\tfrac {\sigma _{1}(N)}{N}}=2} gilt, weswegen alle vollkommenen Zahlen miteinander bekannt sind.[1]
- Zu den natürlichen Zahlen, welche bewiesenermaßen einsam sind, ohne dass sie und ihre Teilersumme teilerfremd sind, gehören neben anderen die Zahlen {\displaystyle 18,45,48,52}.[6]
- Es existieren unterhalb {\displaystyle 100} mindestens {\displaystyle 53} einsame Zahlen.[2]
- Der Nachweis, dass eine natürliche Zahl eine Bekannte besitzt und daher keine einsame Zahl sein kann, ist selbst für kleine natürliche Zahlen nicht selten außerordentlich aufwändig. So hat beispielsweise die Zahl  {\displaystyle 24} als kleinste Bekannte die  Zahl  {\displaystyle 91963648}.[1]

## Vermutungen
Es besteht die bislang unbewiesene Vermutung, dass die folgenden Zahlen einsam sind:
- {\displaystyle 10,14,15}
- {\displaystyle 20,22,26}
- {\displaystyle 33,34,38}
- {\displaystyle 44,46}
- {\displaystyle 51,54,58}
- {\displaystyle 62,68,69}
- {\displaystyle 70,72,74,76}
- {\displaystyle 82,86,87,88}
- {\displaystyle 90,91,92,94,95,99}
- {\displaystyle 104,105,106}

Ein weiteres offenes Problem ist die Frage, ob es unendliche Mengen gegenseitig bekannter Zahlen gibt. Ein  möglicher Kandidat ist die Menge der vollkommenen Zahlen.

## Weblink
- Wolfram MathWorld Solitary Number